# ヴァンパイア/黒の十字架
『ヴァンパイア/黒の十字架』（ヴァンパイア/くろのじゅうじか、原題：Vampires: Los Muertos）は、2002年、アメリカ合衆国のスクリーン・ジェムズ製作のホラー映画。ジョン・ボン・ジョヴィが主演した。
1998年の、『ヴァンパイア/最期の聖戦』（Vampires）の続編。

## ストーリー
ヴァンパイア・ハンターのデレクは、北メキシコでヴァンパイアによる虐殺があったと匿名の情報を受ける。デレクは現場へ向かい、生き延びたらしい神父を探すが間に合わなかった。リストを頼りにハンターたちを探すが、仲間たちもヴァンパイアの餌食になったことが判明する。
デレクが立ち寄ったカフェでも人々が襲われ、デレクは、一人だけ無事だったゾーイに体温が感じられないためヴァンパイアだと疑う。ゾーイはヴァンパイアに感染し、ヴァンパイアの居場所を感じる力を身に付けていた。デレクは牧師達が襲われたビジョンを見たと聞き、教会に駆けつけるが、牧師達の惨殺死体を目撃する。
教会には伝説の「黒い十字架」があり、ヴァンパイアのリーダー・ウナが襲撃し十字架を強奪したのだった。生き残ったロドリゴ神父は、その十字架とハンターの血による儀式により、ヴァンパイアは太陽の下で出歩ける力を持ち、弱点を克服できると話す。

## スタッフ
- 監督：トミー・リー・ウォーレス
- 脚本：トミー・リー・ウォーレス
- 製作総指揮：ジョン・カーペンター、サンディ・キング
- 撮影：ヘナー・ホフマン
- 編集：チャールス・ボーンステイン
- 音楽：ブライアン・タイラー
- 美術：エンリク・エクベリア
- プロダクションデザイン：マルセロ・デル・リオ

## キャスト
- デレク・ブリス：ジョン・ボン・ジョヴィ
- ロドリゴ神父：クリスティン・デ・ラ・フェンテ
- ゾーイ：ナターシャ・グレグソン・ワグナー
- ウナ：アーリー・ジョバー
- レイ：ダリウス・マクラリー
- サンチョ：ディエゴ・ルナ
- 老人：ホノラト・マガロニ
- ミス・ブラジル：ムリエル・フォウイランド
- ブロディ：ジャヴィエ・グラエダ
- ゲートキーパー：エンリケ・ムニョス
- 怯える男：トミー・リー・ウォーレス